# Morphou
Güzelyurt (en grec : Μόρφου / Morfou ; en turc, Güzelyurt) est une ville de Chypre (Chypre du Nord). Avec un peu plus de 13 000 habitants, c'est la 4e plus grande ville occupée et administrée par les autorités turque du nord de Chypre après Nicosie-Nord (Lefkoşa), Famagouste (Gazimağusa) et Kyrenia (Girne)..

## Géographie
La ville est située à l'extrémité occidentale de la plaine de la Mésorée, à 8 km de la mer (baie de Morphou). Elle est entourée par les plus importantes plantations d'agrumes du pays.

## Histoire
La ville aurait été fondée par les Spartiates. Au cours de l'occupation ottomane de l'île, la ville reste très majoritairement grecque et plusieurs églises sont construites, la principale étant dédiée à saint Mammès. La population est estimée à 3 000 habitants lors de la prise de contrôle de l'île par les Anglais en 1878. La ville est toujours très largement grecque au moment de l'indépendance : officiellement 6 480 citoyens chypriotes grecs, 123 Chypriotes turcs et 32 maronites en 1960. La ville est occupée par l'armée turque à la suite de l'opération Attila qui en chasse la population grecque. Elle est ensuite repeuplée par des réfugiés turcs venus d'autres parties de l'île et des colons turcs venus du continent. Le plan Annan, rejeté en 2004, prévoyait le retour de la ville dans la zone grecque de Chypre. Depuis août 2005, un point de passage situé à 6 km au sud permet le franchissement par les civils de la ligne Attila.

## Politique et administration

### Jumelage
- Saint-Cyr-sur-Loire[2]

## Fiction
Dans son roman Le Cœur de la Terre (2004), l'écrivain serbe Svetislav Basara fait de Morphou/Güzelyurt le dernier village de la population originelle des Hurubes.